# Coppa Bernocchi 1976
La Coppa Bernocchi 1976, cinquantottesima edizione della corsa, si svolse il 29 settembre 1976 su un percorso di 259 km. La vittoria fu appannaggio dell'italiano Franco Bitossi, che terminò la gara in 7h25'00", alla media di 34,942 km/h, precedendo i connazionali Francesco Moser e Wladimiro Panizza. L'arrivo e la partenza della gara furono a Legnano. Questa edizione della Coppa Bernocchi è stata valida come prova unica dei campionati italiani di ciclismo su strada.
Sul traguardo di Legnano furono 29 i ciclisti che portarono a termine la manifestazione.

## Ordine d'arrivo (Top 10)
| Pos. | Corridore         | Squadra        | Tempo    |
| ---- | ----------------- | -------------- | -------- |
| 1    | Franco Bitossi    | Zonca          | 7h25'00" |
| 2    | Francesco Moser   | Sanson         | s.t.     |
| 3    | Wladimiro Panizza | Scic           | s.t.     |
| 4    | Alfio Vandi       | Magniflex      | s.t.     |
| 5    | Valerio Lualdi    | Brooklyn       | s.t.     |
| 6    | Dorino Vanzo      | GBC            | s.t.     |
| 7    | Fausto Bertoglio  | Jollj Ceramica | s.t.     |
| 8    | Costantino Conti  | Magniflex      | s.t.     |
| 9    | Renato Laghi      | Zonca          | s.t.     |
| 10   | Aldo Donadello    | Sanson         | a 3'32"  |